# Lorenzo Ferri
Lorenzo Ferri (Mercato Saraceno, 18 luglio 1902 – Roma, 25 febbraio 1975) è stato uno scultore e educatore italiano.

## Biografia
Scultore, nonché pittore, medaglista e studioso della Sindone, figlio di Ernesto Ferri (1869-1938) e di Ersilia Ricchi (1870-1953), terzogenito dopo Cesare (1884-1979) e Amleto (1900-1980), quando la famiglia si trasferisce a Roma nel 1913, appena quattordicenne diventa l’unico allievo dello scultore Giuseppe Fallani, restauratore dei Sacri Palazzi Pontifici. Frequenta (1919-1920) la Scuola d’arte ornamentale San Giacomo, avendo come maestri Antonino Calcagnadoro e Ermenegildo Luppi. 
Nel 1921 si diploma all'Istituto di Belle Arti di Roma e crea la prima statua, Angelina. Frequenta un coltissimo missionario, il cugino padre Giovanni Genocchi, dal quale apprende l’amore per Michelangelo. Partecipa al concorso per il monumento a Goffredo Mameli a Genova nel 1924 ed è aiuto di Angelo Zanelli per un breve periodo; l'anno dopo partecipa al concorso per il monumento ai Caduti di Mercato Saraceno. Vince il pensionato (1925-1926) alla Scuola della Zecca di Roma e studia bassorilievo e medaglia con Giuseppe Romagnoli. 
Dal 1926 al 1929 è in Argentina, a Buenos Aires, dove espone nella galleria Amigos del Arte, collabora con l’architetto Mario Palanti e vince il primo premio alla Exposición de Artes Aplicadas e Industriales con il bassorilievo «Leggenda di Orfeo». Realizza alcuni busti: Giovanni Zirardini, notaio Esteban Benza, Felipe Cortesi (Nunzio apostolico di Buenos Aires), Orante. 
Tornato a Roma, insegna nella scuola pubblica e alla serale nell’Oratorio di San Pietro fondato da mons. F. Borgongini Duca e frequenta l’ambiente colto e stimolante dei sacerdoti che ruotano attorno all’Oratorio. Nel 1929 inizia a studiare la Sindone di Torino su impulso di mons. G. Barbetta e del cardinale Alexis-Henri-Marie Lépicier (di cui esegue il busto). Apre un suo studio, fucina di giovani talenti, dove si formano Alfredo Romagnoli, Fulvio Carletti, Alberto C. Carpiceci, Armando Palamaro, Athos Marri. 
Dal 1935 al 1939 si trasferisce a insegnare a Bengasi, in Libia, dove nel 1938 espone numerose opere alla Mostra interprovinciale. Esegue la ricostruzione del Cenacolo di Leonardo da Vinci per il refettorio della cattedrale, punto di partenza per lo studio approfondito dell’opera e dell’artista. Le opere realizzate a Bengasi (la Pietà di Barce, il Volto della Patria nel Liceo, l’altorilievo continuo sulla storia del fascismo in casa Tonini) si presumono distrutte. Nel 1939 collabora al quindicinale culturale Perseo, diretto da A.F. Della Porta, con una serie di articoli sull'arte. 
Trasferito a Salerno, nel 1940 esegue gli affreschi della chiesa del Corpo di Cristo a Nocera e altre opere a Pagani e a Salerno. Partecipa alla Triennale d’Oltremare (maggio 1940) a Napoli. Distaccato nel 1941 alla Sovrintendenza di Salerno e Potenza, effettua rilievi e collabora al restauro e alla ricostruzione di alcuni edifici nelle zone archeologiche. Esegue la statua Estremo Addio. Nel 1942 collabora con Ernesto Vergara Caffarelli al restauro del Laocoonte (Musei Vaticani). Dal 1943 a Roma, per la Sovrintendenza ai monumenti di Roma collabora al restauro della basilica di San Lorenzo fuori le mura, bombardata. 
Nel 1946 torna a insegnare nella scuola pubblica. Nel 1947, dopo aver vinto il concorso, esegue il Presepio Monumentale (otto grandi statue in gesso) per i Padri Pallottini. Nel 1948 è finalista al concorso per le Porte bronzee della Basilica Vaticana ed esegue un bozzetto per il II grado. Nel 1949 esegue l'affresco absidale "La Pietà e i sette santi fondatori" nella chiesa di santa Giuliana Falconieri di Roma, per la quale in seguito esegue anche la Madonna in ceramica, la Via Crucis e il tabernacolo. 
Invitato al Primo Convegno Internazionale di studio della Sacra Sindone di Roma nel 1950, presenta il materiale artistico e scientifico risultato dai suoi studi, conosce e frequenta i maggiori sindonologi. Nel 1952 è ricevuto in udienza privata da papa Pio XII, al quale presenta il volto di Gesù Cristo ricostruito dalla Sindone. Nel 1954 esegue per il Comune di Roma il busto bronzeo di Trilussa. Esegue in marmo la statua della Madonna Regina per l'istituto S. Giuseppe di Cluny a Parigi. Nel 1957 esegue "Cristo Alfa Omega", bassorilievo in travertino per il cimitero monumentale del Verano. Nel 1958 esegue il bassorilievo "Ecce Homo" per la piazza San Francesco di Assisi a Roma. Nella valle reatina realizza a Poggio Bustone un san Francesco in travertino (1955), a Santa Maria della Foresta il gruppo di cinque statue di "San Francesco che declama il Cantico delle Creature" in travertino (1960), a Greccio l’Immacolata in ceramica nell’abside (1965-1966). Esegue il busto in marmo di Giovanni Giolitti al Pincio (1959) e la statua dell'Immacolata ad Aquino. Realizza (1960/1963) per il santuario di Knock (Irlanda) il grande gruppo marmoreo dell'apparizione della Madonna, San Giuseppe e San Giovanni. 
Tra il 1963 e il 1965 esegue la porta in bronzo per il Sacrario di Giacarta (Indonesia) e nove statue (Angelina, La vergine ritrosa, L’Attesa, La Sposa, il Paggio, Estremo Addio) in bronzo e marmo per il museo della stessa città. Del 1964 è la Pietà, bassorilievo per l’ospedale di Mercato Saraceno. Nel 1965 esegue tre grandi pannelli in mosaico ("Cristo sullo sfondo dell'Africa", "La Madonna" e "San Giuseppe") e dieci vetrate per la chiesa dei Missionari Comboniani a Roma. In questi anni esegue busti per le scuole: Virgilio, Giuseppe Verdi, Ennio Quirino Visconti, Carlo Petrocchi, Antonio Rosmini, Luciano Manara. 
Nel 1967 per il museo di Sperlonga identifica alcuni frammenti fondamentali e ricostruisce la testa del " Polifemo", ricostruisce la posizione della gamba e il piede destro della figura. Nel 1968 inizia la porta bronzea per la chiesa collegiata di S. Maria Assunta a Cave (RM), dedicata alla Madonna (presentata a papa Paolo VI nel 1970 e inaugurata nel 1972). 
Accademico Tiberino, esegue la medaglia per il centenario di Roma capitale. Intanto porta a termine, per il comune di Roma, la grande statua in marmo bianco di Carrara del Cristo Redentore nel Cimitero Flaminio. Avendo già realizzato un monumento ai caduti a Nepi, esegue nel 1974 per il comune di Monterotondo il monumento al partigiano Edmondo Riva (inaugurato nel 1982) e il Crocifisso dilaniato. 
Gli studi sulla Sindone proseguono per più di quarant'anni, ripresi da giornali, pubblicazioni e servizi televisivi; continua la "Ricostruzione al vero del corpo dell'Uomo della Sindone" cui lavora fino all’ultimo giorno, mentre prepara una grande Mostra sulla Sindone da tenersi all'Oratorio del Caravita per l'Anno Santo. 
Lorenzo Ferri muore a Roma il 25 febbraio 1975, stroncato da un infarto nel pieno dell'attività. Le sue ceneri riposano ai piedi della maestosa statua del Cristo Redentore. Molte delle sue opere sono custodite nel Museo Lorenzo Ferri a Cave (RM), visitabile nel Palazzetto Mattei e nell'ex Convento Agostiniano. Il museo accoglie le opere originali donate nel 1981 dagli eredi Ferri al comune di Cave. A Mercato Saraceno (FC), città natale di Lorenzo Ferri, è in corso di allestimento un altro museo dedicato allo scultore.

## Ultime mostre
- 1970 Roma, Accademia Tiberina/Legion d'oro.
- 1974 Tivoli, Rocca Pia, antologica; Roma, Galleria Gianicolo, personale.
- 1975 Illustrazioni di Lorenzo Ferri: Poema dell'Uomo-Dio di Maria Valtorta, Editrice Pisani.
- 1975 Leonardo Ferri: La Sindone e la Croce, in La sapienza della Croce oggi, Elle Di Ci, Torino.
- 1978 Roma, Mostra sulla Sindone, Oratorio del Caravita. Leonardo Ferri: La Sindone vista da uno scultore. Ed. La Parola.
- 1982 Giorgio Di Genova, Generazione Primo decennio, p.477, Bologna.
- 1986 Leonardo Ferri: Volto senza tempo, Sallustiana Editrice, Roma.
- 1979 Roma, Galleria d'Arte Studio ’72, personale; Catalogo, presentazione di Umberto Ottolenghi.
- 1999 Harula Economopoulos: Scultori a Roma tra Otto e Novecento, in "Studi Romani', XLVII.
- 2000 Ian Wilson: Shroud man reconstructed, in Shroud Newsletter, British Society Turin Shroud; Ian Wilson, Barrie Schwortz: The Turin Shroud, O'Mara books, London.
- 2002 Lorenzo Ferri. Il Maestro, lo Scultore, il Pittore, lo Studioso nel centenario della nascita, Monografia per il Convegno nel Centenario della nascita, Teatro Vascello a Roma, Ed. Kappa.
- 2003	Mercato Saraceno (FC), Mostra e Convegno, Teatro Dolcini. Cave (RM), Mostra edificio Agostiniani e presentazione progetto di Museo.
- 2004 Mercato Saraceno (FC), Mostra didattica e targa sulla casa natale.
- 2006 Valtorta and Ferri, (ritratti, scene, disegni, schizzi), Centro Editoriale Valtortiano.
- 2007 Leonardo Ferri: L'uomo della Sindone nella ricostruzione di Lorenzo Ferri- quarantacinque anni di studi dal 1930 al 1975, Ed. Kappa.
- 2012 Museo Lorenzo Ferri, Sala Presepe monumentale, Convento Agostiniano, Cave (RM).
- 2013 Museo Lorenzo Ferri, Sale Espositive, Palazzo Mattei, Cave.
- 2014 Museo Lorenzo Ferri, Città di Cave, Catalogo delle opere esposte a cura di Harula Economopoulos e Giuseppe Ferri, Gangemi editore.
- 2016 Museo Lorenzo Ferri, Sale Ipogee e Sala Sindonica, Convento Agostiniano, Cave (RM).

## Opere principali
ITALIA
- Angelina (1921), la prima scultura, Cave (RM), Museo Lorenzo Ferri - Palazzo Mattei.
- La Sposa (1934-44), scultura, Cave (RM), Museo Lorenzo Ferri - Palazzo Mattei.
- Estremo Addio (1936-44), scultura, Cave (RM), Museo Lorenzo Ferri - Palazzo Mattei.
- Presepio Monumentale (1947), 8 grandi sculture, Cave (RM), Museo Lorenzo Ferri - Convento Agostiniano.
- Concorso per le Porte bronzee della Basilica Vaticana (1948), bassorilievi originali, Cave (RM), Museo Lorenzo Ferri- Palazzo Mattei.
- Ecce Rex Vester (1951), scultura in bronzo, Tomba Tuccari di San Carlo, Roma, Cimitero monumentale del Verano.
- Trilussa (1954), busto bronzeo per il monumento, Roma, piazza Trilussa.
- S. Francesco (1955), scultura in travertino, Tempio della Pace, Poggio Bustone (RI).
- Immacolata, (1965-66), bassorilievo in ceramica, Chiesa Nuova di Greccio (RI).
- S. Francesco e il Cantico delle Creature (1960-67) gruppo in travertino, S. Maria della Foresta (RI).
- Cristo Alfa Omega (1957), bassorilievo in travertino, Roma, Cimitero monumentale del Verano.
- Ecce Homo (1958), bassorilievo in travertino, Roma, piazza S. Francesco d'Assisi.
- Giovanni Giolitti (1959), busto in marmo, Roma, Pincio.
- L'Attesa (1956-66), scultura, Cave (RM), Museo Lorenzo Ferri - Palazzo Mattei.
- Pietà (1964), bassorilievo, Mercato Saraceno (FC), Ospedale Luigi Cappelli.
- Crocefisso Sindonico (1965), scultura in bronzo, Cave (RM), San Bartolomeo, (inaugurato p. nel 1986).
- Janua Coeli (1968-72), porta bronzea a due battenti, Cave (RM), Chiesa collegiata di S. Maria Assunta.
- Cristo Redentore (1973), statua monumentale in marmo (alta 4 metri), Roma, Cimitero Flaminio.
- Monumento di Edmondo Riva (1974-75), Monterotondo (RM) (inaugurato postumo nel 1982).
- Crocifisso dilaniato (1975) scultura in bronzo, Torre dell'Immacolata, Parlesca (PG).

ARGENTINA
- Buenos Aires (1926-29): Putti per il palazzo dell'Automobile e alcuni busti: Giovanni Zirardini, Orante, notaio Esteban Benza, Felipe Cortesi.

FRANCIA
- Parigi (1954): Madonna Regina, scultura in marmo per l'Istituto S. Giuseppe di Cluny.

IRLANDA
- Santuario di Knock (1960-63): L'Apparizione della Madonna, San Giuseppe e San Giovanni, gruppo monumentale marmoreo.

INDONESIA 
- Giakarta (1963-66): Porta in bronzo per il Sacrario dell'Indipendenza; 9 sculture in bronzo e marmo per il museo della stessa città: Angelina, La Sposa, Estremo Addio, L’Attesa, La vergine ritrosa, il Paggio.